# Мшанець (Хмільницький район)
Мшане́ць — село в Україні, у Махнівській сільській громаді Хмільницького району Вінницької області. Населення становить 135 осіб. До 2019 орган місцевого самоврядування — Махнівська сільська рада.

## Історія
12 червня 2020 року, відповідно до Розпорядження Кабінету Міністрів України № 707-р, «Про визначення адміністративних центрів та затвердження територій територіальних громад Вінницької області», увійшло до складу Махнівської сільської.
19 липня 2020 року, в результаті адміністративно-територіальної реформи і ліквідації Козятинського району, село увійшло до складу новоутвореного Хмільницького району.

## Населення

### Мова
Розподіл населення за рідною мовою за даними перепису 2001 року:
| Мова       | Кількість | Відсоток |
| ---------- | --------- | -------- |
| українська | 134       | 99.26%   |
| російська  | 1         | 0.74%    |
| Усього     | 135       | 100%     |

## Відомі уродженці
- Комлєв Олександр Олександрович (20 лютого 1952 року) — український геоморфолог, доктор географічних наук, професор Київського національного університету імені Тараса Шевченка.